# Isolona thonneri
Isolona thonneri är en kirimojaväxtart som först beskrevs av De Wild. och Théophile Alexis Durand, och fick sitt nu gällande namn av Adolf Engler och Friedrich Ludwig Diels. Isolona thonneri ingår i släktet Isolona och familjen kirimojaväxter. Inga underarter finns listade i Catalogue of Life.